# Herbitzheim (Gersheim)
Herbitzheim (im örtlichen Dialekt Herwetzum) ist ein Ortsteil der Gemeinde Gersheim im Saarpfalz-Kreis (Saarland). Bis Ende 1973 war Herbitzheim eine eigenständige Gemeinde im Landkreis Sankt Ingbert.

## Geographie
Herbitzheim liegt im Südosten des Saarlandes inmitten des Biosphärenreservates Bliesgau, nur wenige Kilometer von der deutsch-französischen Grenze entfernt. Durch den Ort fließt die Blies. Die Gemarkung des Dorfes grenzt an die Gemarkungen von Gersheim, Bliesdalheim, Rubenheim und Walsheim.

## Geschichte
Zwei merowingerzeitliche Gräber in der Rubenheimer Straße (Flur „Auf dem Gries“), die zum ersten Friedhof des Dorfes zählen dürften, und die Endung -heim sprechen für eine Gründung im Frühmittelalter (6./7. Jahrhundert). 1382 war Herbitzheim an der Blies im Besitz der Herren von Kirkel.
Ab 1798 gehörte der Ort, wie alle linksrheinischen Gebiete in der Franzosenzeit, zu Frankreich. Aufgrund der Beschlüsse auf dem Wiener Kongress (1815) war das Dorf ab 1816 eine bayerische Gemeinde. Ab 1879 wurde der Ort an die Bliestalbahn angeschlossen.
Nach dem Versailler Vertrag stand das Saargebiet von 1920 bis 1935 unter der Verwaltung einer Regierungskommission des Völkerbundes mit maßgeblichem französischen Einfluss.
Nach der Saarabstimmung wurde das Saargebiet 1935 an das nationalsozialistische Deutsche Reich angeschlossen. Am 1. September 1939, dem Beginn des Zweiten Weltkrieges, wurde das Dorf evakuiert. Im Dezember 1944 folgte eine zweite Evakuierung. 1939 und 1945 erfuhr der Ort starke Zerstörungen. Dadurch verlor der Ort größtenteils seinen ursprünglichen Charakter als Bauerndorf.
Von 1946 bis 1957 war das Saarland ein autonomer Staat mit wirtschaftlichem Anschluss und unter starkem politischen Einfluss Frankreichs. Nach der Volksabstimmung von 1955 (Saarstatut) erfolgte der Beitritt zur Bundesrepublik Deutschland.
Seit der Gebiets- und Verwaltungsneugliederung, die am 1. Februar 1974 in Kraft trat, gehört die ehemals eigenständige Kommune Herbitzheim zur Gemeinde Gersheim. Heute sind die meisten Einwohner Berufspendler in die umliegenden Städte.

## Politik

### Ortsrat
Sitzverteilung im Ortsrat (Kommunalwahl 2019):
| Partei | Sitze |
| ------ | ----- |
| GRÜNE  | 4     |
| SPD    | 3     |
| CDU    | 2     |

### Ortsvorsteher
Ortsvorsteher ist Hans-Jürgen Domberg (Grüne).

### Wappen
Die Blasonierung lautet: „Halbgespalten und geteilt: Oben rechts in Gold ein vierspeichiges rotes Mühlrad, oben links in Rot ein goldener Ammonit, unten in Blau ein silberner Wellenbalken, überdeckt mit drei fächerförmig gestellten, aus gemeinsam geblättertem Stock wachsenden goldenen Orchideen des Männlichen Knabenkrauts (Orchis mascula)“.
Das Wappen nimmt Bezug auf geschichtlich-wirtschaftliche und landschaftliche Gegebenheiten des Gemeindebezirkes Herbitzheim. Das Mühlrad erinnert an die früheren drei Mühlen im Ortsgebiet, die in alten Urkunden oft genannt werden und von Bedeutung für Herbitzheim waren. Der Ammonit steht einmal für die moderne St. Barbara-Kirche, deren Grundriss nach den Plänen des Architekten aus der Form einer Meeresmuschel entwickelt wurde, und zum anderen für die Lage der Gemarkung im Muschelkalkgebiet. Die Orchidee steht ebenfalls für die landschaftlich reizvolle Lage im Muschelkalkgebiet mit seinem vielfältigen Orchideenbewuchs. Der Wellenbalken schließlich deutet die geographische Lage von Herbitzheim im Tal zu beiden Seiten der Blies.

### Partnerschaften

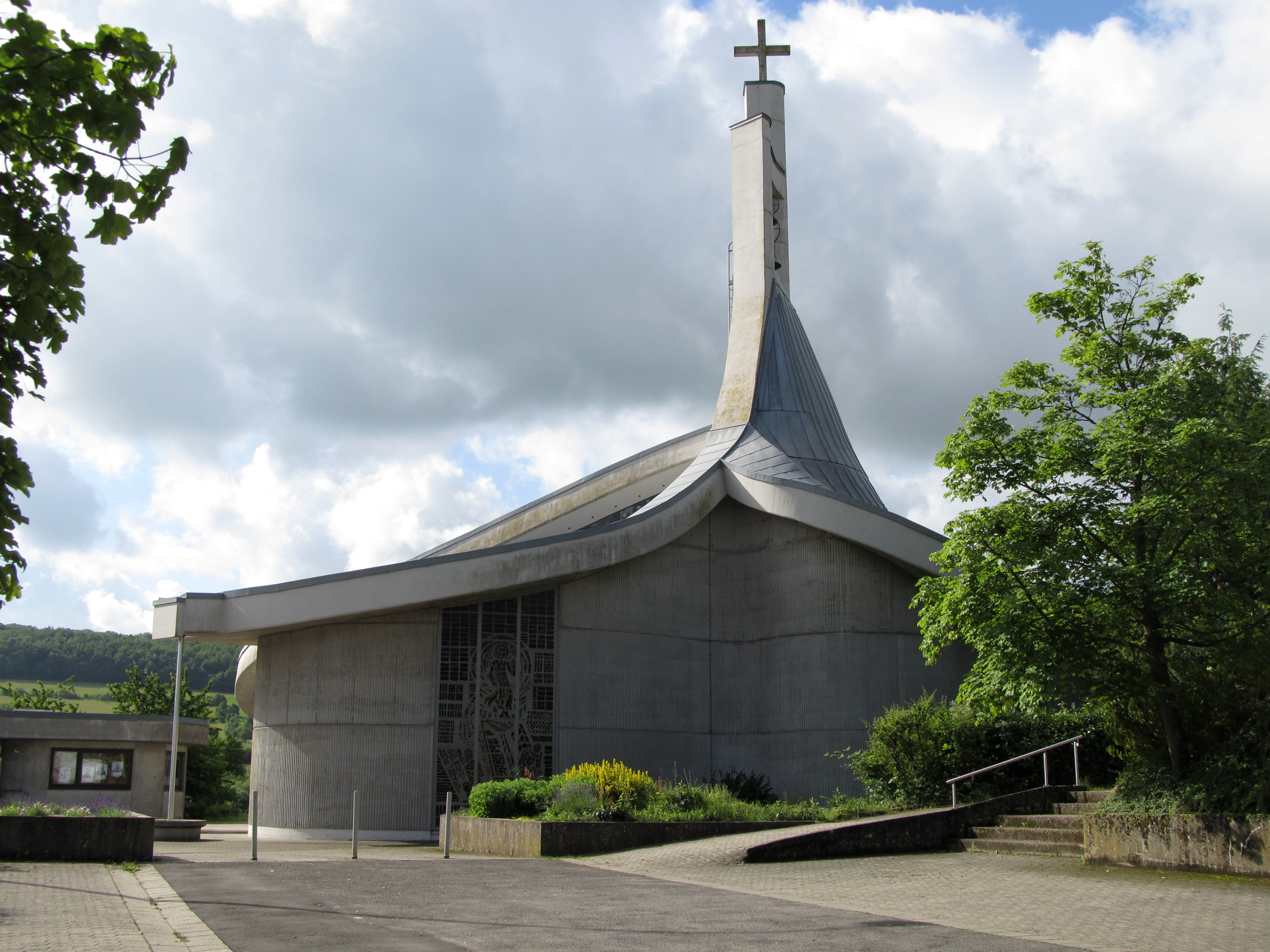
Die katholische Kirche St. Barbara

- Herbitzheim (Frankreich)

## Natur und Landschaft
Auf der Gemarkung steht größtenteils der Muschelkalk an. Die Bliesaue stellt aufgrund des hohen Grundwasserstandes und regelmäßiger Überflutungen einen wichtigen Lebensraum vieler Tier- und Pflanzenarten dar. Die Uferböschungen der Blies säumen Schwarzpappeln, Weiden und bisweilen Schwarzerlenwälder. Nach Auswilderungen ist seit einigen Jahren wieder der Biber heimisch.
Charakteristisch für den Bliesgau sind Streuobstwiesen, die neben vereinzelten Ackerflächen die Talhänge prägen.
In dem Laubwald auf dem Höhenrücken östlich des Dorfes dominieren Rotbuchen und Stieleichen.

## Sehenswürdigkeiten
- Katholische Kirche „St. Barbara“ (1974). Sie ist Filialkirche von St. Mauritius in Rubenheim. Möglich wurde der Bau der Kirche, nachdem ein 1927 gegründeter Kirchenbauverein, mit der Zielsetzung, ein eigenes Gotteshaus in Herbitzheim zu erbauen, zu Beginn der 1970er Jahre durch Spenden ein Eigenkapital von nahezu 300.000 DM zur Verfügung hatte.[5]

Zum Inventar der Kirche zählt eine Madonnenstatue aus dem 16. Jahrhundert, die aus der Schweiz stammt. Die Statue der heiligen Barbara, der die Kirche geweiht ist, wurde 1976 von Holzbildhauermeister Richard Rottmann angefertigt. Der Innenraum wird komplettiert von farbigen Betonglasfenstern mit biblischen Motiven und in den Raum eingefügten Betonreliefs von Emil Wachter aus Karlsruhe.

## Kultur

### Veranstaltungen
- Prunk und Gala Kappensitzungen des Rubenheimer Carneval Clubs (2x jährlich)
- Kinderkrippenspiel der kath. Kirchengemeinde (jährlich am 24. Dezember)
- Durchfahrt der Saarland Trofeo (unregelmäßig)

### Vereine
- Angelsportverein Herbitzheim[7]
- Gesangverein 1905 Herbitzheim[7]
- SG Herbitzheim-Bliesdalheim[7] (1972 aus der Fusion SSG Bliesdalheim und SV Herbitzheim entstanden)
- TC Herbitzheim[7]
- VdK Rubenheim-Herbitzheim[7][8]
- 1. Para-Ski-Club Saar e. V. (Gleitschirmfliegen)